# Равно-Нивиште
Ра́вно-Ни́виште (болг. Равно нивище) — село в Смолянській області Болгарії. Входить до складу общини Мадан.

## Населення
За даними перепису населення 2011 року у селі проживали 63 особи, усі — болгари.
Розподіл населення за віком у 2011 році:
Динаміка населення: